# Gheorghe al II-lea al Constantinopolului
Gheorghe al II-lea Xiphilinos (în greacă Γεώργιος Β΄ Ξιφιλίνος, transliterat: Georgios 2 Xiphilinos; n. secolul al XII-lea – d. 7 iulie 1198) a fost un cleric ortodox bizantin, care a îndeplinit funcția de patriarh ecumenic al Constantinopolului din 1191 până în 1198.

## Biografie
Era originar dintr-o familie nobiliară din Trebizonda, din care provenea și patriarhul Ioan al VIII-lea (1063-1075). Înainte de a deveni patriarh, a servit ca mare schevofilax.
A fost ales patriarh la 10 septembrie 1191, la insistențele împăratului bizantin Isaac al II-lea Angelos (1185–1195), după abdicarea patriarhului Dosoftei, predecesorul său. Pentru a obține sprijinul episcopilor, a transferat toate mănăstirile stavropighiale din administrația patriarhală în administrația eparhiilor. În timpul păstoririi sale, a fost fondată Mănăstirea Hilandar de pe Muntele Athos de către principii sârbi Sava și Simeon. În acea perioadă a început disputa teologică dacă trupul muritor al lui Hristos este pieritor sau nepieritor. Potrivit teologului bizantin contemporan Teodor Balsamon, Gheorghe Xiphilinos a mărit numărul de „exokatakoiloi” (principalii funcționari patriarhali asemănători cu cardinalii catolici în Biserica Ortodoxă Greacă a vremii) de la cinci la șase, adăugând un protekdikos, în timp ce împăratul Isaac al II-lea Angelos menționează că a acordat un loc în picioare („τόπον εις στάσιν”) în naosul Bisericii „Sfânta Sofia” pentru ca săvârșirea slujbelor să se desfășoare potrivit tipicului latin.
În timpul luptei politice din 1195 l-a sprijinit pe împăratul Isaac al II-lea, iar, după abdicarea acestuia, l-a încoronat ca împărat pe fratele lui, Alexie al III-lea Angelos (1195-1203). Sub domnia noului împărat, patriarhul Gheorghe și-a păstrat postul, dar a anulat ordinul cu privire la mănăstirile satavropighiale.
În sfârșit, a scris câteva lucrări cu caracter juridic, dintre care cele mai importante sunt enumerate sub titlul De Juribus Territoriorum și publicate de Leunclavius în Jus Graeco-Romanum. S-au păstrat răspunsuri adresate patriarhul Marcu al III-lea al Alexandriei în 1195 (care au fost incluse în volumul 138 al Patrologia Graeca). Un comentariu la Syntagma, scris de Teodor Balsamon, este dedicat patriarhului Gheorghe.
Durata păstoririi patriarhului Gheorghe al II-lea este menționată în cataloage astfel: 6 ani (Atheniensis 1372 și Laurentianus LIX 13), 6 ani, 9 luni și 27 zile (Nichifor Calist), 6 ani și 10 luni (Leunclavius, Matei Cigalas și Filip de Novara) și 7 ani, 2 luni și 6 zile (Paris. suppl. 755). Unele surse mai recente menționează că patriarhul Dosoftei a păstorit în perioada 10 septembrie 1191 – iunie 1198 (Dictionnaire de théologie catholique) sau în perioada 1192 – iunie (?) 1199 (listele lui Karl Krumbacher). Leunclavius menționează că Gheorghe al II-lea s-a retras înainte de a muri la Mănăstirea Phryganes (των Φρύγανων), iar Niketas Choniates susține că succesorul a fost desemnat abia după moartea patriarhului. Istoricul Vitalien Laurent consideră, prin urmare, că deși Leunclavius indică o vacanță de doar două luni a tronului patriarhal între Gheorghe al II-lea și Ioan al X-lea, vacanța reală ar fi de fapt mai mare. Din coroborarea informațiilor incluse în toate aceste surse istorice, teologul și bizantinologul francez Venance Grumel (secretar al Revue des études byzantines și autor al unei cronologii a patriarhilor de Constantinopol) consideră că durata păstoririi lui Gheorghe al II-lea ar fi de 7 ani și 9 luni și că ar fi început la 10 septembrie 1191 și s-ar fi încheiat odată cu moartea sa, la 7 iulie 1198, retragerea la mănăstire, petrecută probabil cu puțin timp înaintea morții, nefiind considerată o abandonare a tronului patriarhal.
Prin urmare, Gheorghe al II-lea a fost patriarh până la moartea sa, la 7 iulie 1198.